# Angel Pocho Gatti
Angel 'Pocho' Gatti (Buenos Aires, 28 gennaio 1930 – Parigi, 22 gennaio 2000) è stato un pianista, arrangiatore, direttore d'orchestra, compositore argentino.
Musicista e jazzista, è stato attivo prima in Argentina e in seguito in Italia dagli anni sessanta agli anni ottanta del Novecento.

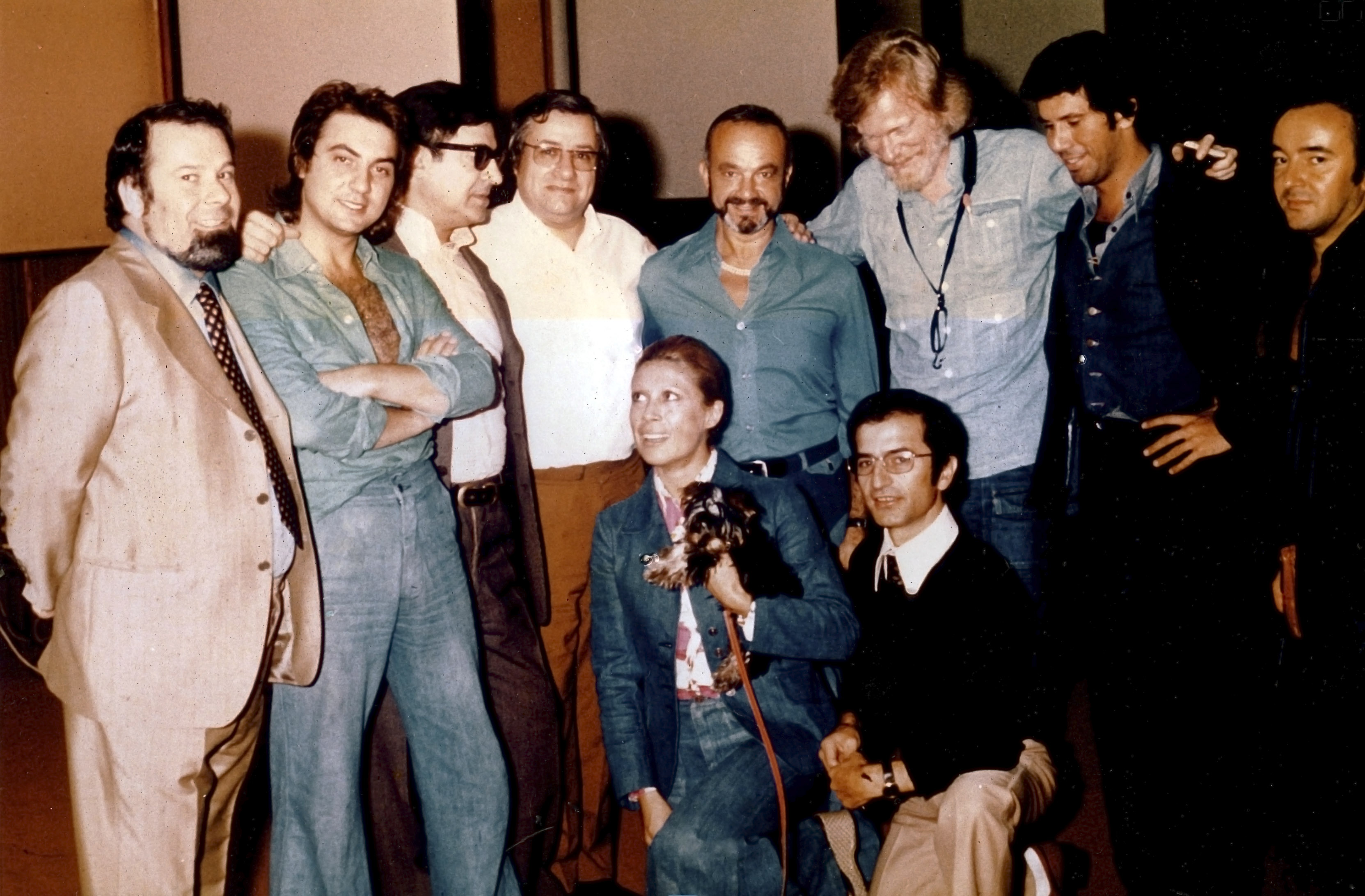
Angel Pocho Gatti (4° da sn) nel 1974 con Astor Piazzolla, Gerry Mulligan e alcuni dei musicisti partecipanti alla registrazione di Summit-Reunion Cumbre

## Biografia
Figlio di un violinista dell'Orchestra Sinfonica del Teatro Colón di Buenos Aires, entra ben presto nella Banda Sinfonica Municipale di Buenos Aires come clarinettista ma lascia poi lo strumento per il pianoforte. Intorno al 1950 è pianista nella orchestra Louisiana Jazz di Buenos Aires, che suonava alla tradizionale Confiteria Richmond, poi demolita, nella calle Suipacha. Nel 1952 scrive “Corrientes Angosta”, tango inciso nello stesso anno da Florindo Sassone e nel 1954 dal leggendario Aníbal Troilo.
Per tutti gli anni Cinquanta è attivo nel giro dei musicisti del “Bop Club Argentino”di Buenos Aires: "Chivo" Borraro, Leandro "Gato" Barbieri, Lalo Schifrin, Higo Borraro, baby López Fürst, Pichi Mazzei, Jorge López Ruiz e molti altri, oltre alle orchestre di Lalo Schifrin, Buby LaVecchia. Costituisce le prime orchestre a suo nome e ha modo di accompagnare grandi interpreti internazionali quali Frank Sinatra (in sostituzione di Bill Miller), Johnnie Ray ed altri. Alla fine degli anni Cinquanta forma con Pichi Mazzei (batteria), Tito Bissio (vibrafono) e Jorge Lopez Ruiz (basso) il combo “Los Cuatro del Sur”, che incide diversi 78 giri per la RCA Victor.
Nel 1961 Gatti si trasferisce con la famiglia in Italia, a Milano, dove resta per una decina d'anni partecipando a vari festival jazz e dando vita nel 1968 a una big band, la Grande Orchestra di Angel ‘Pocho’ Gatti, con i più dotati solisti italiani, da Gianni Basso a Oscar Valdambrini, da Dino Piana a Tullio De Piscopo, a Giorgio Azzolini con il quale lavora anche qualche anno dopo in veste di arrangiatore. La big band di Gatti è con quelle di Gil Cuppini, Giorgio Gaslini e Giulio Libano tra le più rinomate del periodo. Nel campo della musica leggera, Gatti afferma presto le proprie qualità di arrangiatore e direttore d'orchestra: incide numerosi dischi, è arrangiatore e direttore per i maggiori interpreti del periodo - Johnny Dorelli, Ornella Vanoni, Bruno Lauzi, Iva Zanicchi, Gigliola Cinquetti, Fred Bongusto e numerosi altri - , collabora con la Rai, per la quale è direttore musicale di numerose trasmissioni, e con varie case discografiche, è più volte al Festival di Sanremo in qualità di direttore e arrangiatore. Tra le incisioni a suo nome riscuote un grande successo radiofonico "Amore e musica", Lp strumentale del 1968 su musiche di Franco Bignotto.
Durante il 1971 ‘Pocho’ Gatti torna a vivere in Argentina. Organizzata una nuova big band con musicisti argentini tra cui vecchi amici come Osvaldo "Pichi" Mazzei, incide l'album “Carinosisimos saludos”, partecipa ad alcune produzioni tra cui la colonna sonora della fiction “Rolando Rivas taxista” e il primo Lp della cantante argentina Silvana Di Lorenzo, e nel settembre 1973 incide al Teatro dell'Opera di Buenos Aires il live “LatinEuro” (poi pubblicato in Italia), prima di rientrare in Italia verso la fine del 1973 a causa del difficile clima politico.
Appena tornato in Italia è session-man per una produzione italiana di Quincy Jones, il 45 giri di Lara Saint-Paul "Non preoccuparti/Adesso ricomincerei": l'orchestra formata da Gatti con, tra gli altri Gianni Basso, Gianni Bedori, Oscar Valdambrini, Pino Presti e Tullio De Piscopo, è diretta in studio dallo stesso Quincy Jones. Seguiranno negli anni altre collaborazioni di prestigio in studio di registrazione, tra cui quella con Astor Piazzolla e Gerry Mulligan per l'album "Summit-Reunion Cumbre".
Gatti dirige poi l'orchestra del musical campione di incassi “Aggiungi un posto a tavola” con Johnny Dorelli, dirige per un periodo le Orchestre Sinfoniche di Bolzano e di Merano e nel 1977/78 è l'arrangiatore e pianista di Mia Martini nel tour “Charles Aznavour/Mia Martini”, che debutta all'Olympia di Parigi e chiude con un mese di repliche al Teatro Sistina di Roma. Sempre nel 1978 è ospite di Mina e Dorelli in una puntata della trasmissione radiofonica Rai Gran varietà dedicata al tango.
Negli anni Ottanta, con la diffusione del play-back e dell'elettronica e il declino delle grandi orchestre, Gatti si dedica maggiormente al jazz animando combos e piccole formazioni e dà vita alla Angel ‘Pocho’ Gatti Orchestra, formazione ridotta con cui incide alcuni album tra cui il jazz-funk “Turbomusic” per conto della Renault, ispirato dalla sua passione per i motori e la Formula Uno. Tra i musicisti dell'album spicca Hugo Heredia, flauto di Piazzolla in Libertango.
Nel 1986 Gatti è in Svizzera, dove suona per alcuni anni come pianista in concerti, clubs, teatri e hotels, e poi, agli inizi degli anni Novanta, si trasferisce definitivamente a Parigi, città che ha sempre amato e di cui ha sempre apprezzato la scena musicale, dal jazz ai classici Debussy e Ravel, e dove ha suonato più volte all'Olympia accompagnando Mia Martini e Ornella Vanoni. Già malato di diabete all'arrivo in Francia, conserva comunque una grande speranza e forza vitale negli ultimi anni della sua carriera continuando a scrivere musica ogni giorno fino alla morte avvenuta il Capodanno del 2000.

## Le formazioni orchestrali
Nonostante i frequenti impegni e collaborazioni come pianista jazz, l'attività di ‘Pocho’ Gatti è stata prevalentemente rivolta alla direzione orchestrale e all'arrangiamento. Nella sua attività e nella sua discografia si distinguono tre principali formazioni orchestrali: una big band in Italia negli anni Sessanta, una in Argentina nei primi Settanta e in seguito una orchestra jazz più ridotta nuovamente in Italia.
Di seguito sono elencate le formazioni con un elenco parziale degli strumentisti che nel tempo vi hanno preso parte.

### Angel ‘Pocho’ Gatti e la sua Grande Orchestra (1966-1971 ca, Italia)

#### varianti:Angel ‘Pocho’ Gatti e la sua Orchestra / Angel ‘Pocho’ Gatti Big Band
Gianni Basso, Oscar Valdambrini, Dino Piana, Tullio De Piscopo, Giorgio Azzolini, Angel ‘Pocho’ Gatti, Tullio Gallo, Sergio Rigon, Leonello Bionda, Enos Patracchini, Alberto Corvini, Fermo Lini, Ettore Cenci, Glauco Masetti, Nicola Castriotta

### Angel ‘Pocho’ Gatti y su Orquesta (Argentina, 1971-73)
Hugo Pierre, Cachi Ferreira, Nymar Ferreiro, Mariano Zarich, Mariano Pichón Grisiglione, Oscar Serrano, Josè Granata, Tomas Lepere, Gustavo Bergalli, Roberto ‘Fats’ Fernandez, Gregorio Golinsky, Christian Kellens, Henry Bay, ‘Palito’ Hugo Gervini, Alfredo Remus, Osvaldo ‘Pichi’ Mazzei, Angel ‘Pocho’ Gatti

### Angel ‘Pocho’ Gatti Orchestra (Italia 1977-82 ca)
Hugo Heredia, Claudio Rigon, Francesco Villa, Francesco Casale, Paolo Pellegatti, Fernando Brusco, Marco Brusco, Renzo Nardini, Sergio Montini, Sergio Bronzato, Alberto Negroni

## Discografia

### 78 giri
- Los Cuatro del Sur - Concerto en la Llanura / Una Mujer
- Los Cuatro del Sur - Tequila /Carcacha
- Los Cuatro del Sur - La Violetera/ Al ritmo del Chipi Chipi

### 33 giri

#### A proprio nome
- Tangos de Gardel por Angel 'Pocho' Gatti y su Orquesta - LP (Argentina) · 1960 ca
- Angel "Pocho" Gatti, Sauro Sili, Gino Mescoli And Enzo Ceragioli – Personality, Music by C.A. Rossi · 1966
- Tullio Gallo y su Orquesta & Angel "Pocho" Gatti y su Orquesta - San Remo 1967 instrumental - LP (Argentina) · 1967
- Various - Best Themes From The Screen *Los Mejores Temas De Películas, Compilation · 1967
- Various - Vale Un Milione · Comp · 1967
- Angel Pocho Gatti / Tullio Gallo - con Angel 'Pocho Gatti (piano, Hammond) Tullio Gallo (tromba) Sergio Valenti (sax alto) Leonello Bionda (batteria) Pino Presti (basso elettrico) G.P. e Paolo Marotti (chitarra elettrica) · 1967
- Angel "Pocho" Gatti With The Bigband De L'Altro Mondo, Featuring Tullio Gallo - Hits Parade · 1968
- Various - Versions Originales San Remo 1968 - EP · 1968
- Angel ‘Pocho’ Gatti e la sua Grande Orchestra - Amore e musica · 1968
- Angel ‘Pocho’ & Tullio Gallo - Stereo Beat · con Angel 'Pocho Gaatti (piano, Hammond) Tullio Gallo (tromba) Pino Presti (basso elettrico)  Lionello Bionda (batteria)  G.P. e Paolo Marotti (chitarra elettrica) · 1969
- Various - Speciale Per Voi Giovani · 1969
- Al Korvin & Angel "Pocho" Gatti Orchestra - Sudamericana · 1971
- Angel ‘Pocho’ Gatti y su Orchestra - Carinosisimos saludos de vuestro... Angel 'Pocho' Gatti · 1972
- Various - Alta Tensión Es Primavera · Comp · 1972
- Latineuro - 1976
- Angel "Pocho" Gatti - I Make It · 1977
- Gatti, Forti & Giusti - Amici In Jam Session · 1979
- Mimmo Politanò, Angel "Pocho" Gatti - Argentina... Te Recuerdo · LP · 1979
- Gatti Giusti Forti & C. - La Valle della Luna · 1980
- Angel ‘Pocho’ Gatti Orchestra - Turbomusic · 1981
- Gatti Giusti Forti & C. Featuring Oscar Gazzarrini & Alberto Ferrarese - Singing Our Song · 1981
- Various – Il mondo dei giovani vol, 1 · 1999
- Various - Metti Una Bossa A Cena · 2000
- Various - Metti Una Bossa A Cena 2 · 2001
- Various - Loungissima Series - Loungissima Vol. 4: The Bossa-Beat Party · 2001
- Various - Love, Strings And... Bossa! v 2002
- Various - Groovy Vol. 6 - A Collection Of Rare Jazzy Club Tracks · 2003

## Partecipazioni
- Giorgio Azzolini - Tribute to Someone (feat. Ambrosetti, ‘Gato’ Barbieri, Piana, Sellani, Gatti, Bionda) - 1966
- Lara Saint Paul / Quincy Jones - Non preoccuparti/Adesso ricomincerei (singolo)
- Silvana Di Lorenzo - Me Muero Por Estar Contigo · 1973
- Piazzolla / Mulligan - Summit-Reunion Cumbre - 1974
- Astor Piazzolla & Gerry Mulligan - Tango Nuevo · 1975
- C.A. Rossi - Sempre · 1977

### CD
- Various – Il mondo dei giovani vol, 1 - 1999
- Various - Metti Una Bossa A Cena - 2000
- Various - Metti Una Bossa A Cena 2 - 2001
- Various - Loungissima Series - Loungissima Vol. 4: The Bossa-Beat Party - 2001
- Various - The Sound Of Il Giaguaro Vol. 2 - 2002
- Various - Groovy Vol. 6 - A Collection Of Rare Jazzy Club Tracks - 2003

### 45 giri

#### A proprio nome
- ‘Pocho’ Gatti / Gato Barbieri - ‘Pocho's Blues - 1963

#### Crediti (direzione e arrangiamento)
- Bruno Lauzi - Ritornerai / Fa' Come Ti Pare · 1963
- Gigliola Cinquetti - Penso Alle Cose Perdute · 1963
- Ricky Gianco - Eva / Come Facette Mammeta · 1963
- Ricky Gianco - Il Tramonto / A Mani Vuote · 1963
- Ricky Gianco - Ti Cercherò / Prima Di Tutto (Sono Giovane) · 1963
- Gianna Forretti - Non Sparlare Di Me / Twist Sotto L'Albero · 1963
- Myriam Del Mare - Che Ne Sai / Tremila Lune · 1963
- Marisa Terzi - L'Ombrello Blu · 1963
- Leopoldo - Helena · 1963
- Gianna Forretti - Non Sparlare Di Me / Twist Sotto L'Albero · 1963
- Bruno Lauzi - Viva La Libertà · 1964
- Gigliola Cinquetti - Non Ho L'Età (Per Amarti) EP · 1964
- Gigliola Cinquetti - No Tengo Edad Para Amarte (Non Ho L'eta' (Per Amarti) · 1964
- Paola Bertoni - Quando Sei Con Lei · 1964
- Bruno - Se Lo Sa Papà / Le Amiche Sanno... · 1964
- Diego Peano - Ho Deciso Così · 1964
- Fred Bongusto - Una Rotonda Sul Mare / Chi Ci Sarà Dopo Di Te · 1964
- Bruno Filippini - Ho Paura Dell'Amore / Non Ho Bisogno Di Te · 1964
- Bruno Filippini - Non Ho Il Coraggio · 1964
- Ricky Gianco - È La Fine · 1964
- Ricky Gianco - Guardo Il Mondo / Cambia Tattica · 1965
- Ljupka – Era dolce la libertà / Sei nato per amare me - 1966
- Katia Kön - Io Ti Accuso · 1966
- Doctor Zhivago, Tema Di Lara - 1966
- Ornella Vanoni - La Musica È Finita · 1967
- Iva Zanicchi - Quel Momento / Dove È Lui · 1967
- Fausto Leali - Senza Di Te · 1967
- Joe Sentieri - La Mia Passeggiata · 1967
- Gene Guglielmi - I Capelli Lunghi · 1967
- Bruno Filippini - Bruno Filippini · 1967
- Johnny Dorelli - L'Immensità · 1967
- Johnny Dorelli - Arriva La Bomba / L'Orgoglioso · 1967
- Mariarosa - Stop, Li Dove Stai / So Che Tu Non Cedi · 1967
- Johnny Dorelli - Non È Più Vivere · 1968
- Adriano Celentano - Canzone / Un Bimbo Sul Leone · 1968
- Dorine - La Guardia Del Corpo Di Joe · 1968
- Paki - Le Formiche / Il Segno Del Tuo Amore · 1968
- Johnny Dorelli - Domani Che Farai / Quelli Belli Come Noi · 1969
- Johnny Dorelli - Addio · 1969
- I Nomadi - Mai Come Lei Nessuna · 1969
- Cristina Hansen - Ma Se Tu Vuoi Partir · 1969
- Nino Tristano - No, No, No · 1969
- Betty Curtis - Gelosia (Jalousie) · 1969
- Bruno Lauzi - Ciao Dolly · 1970 · Italy
- I Nomadi - Ala Bianca / Mille E Una Sera · 1970
- Gigliola Cinquetti / Johnny Dorelli - Lady D'Arbanville / L'Inno Della Gioia · 1970
- Johnny Dorelli / Gemelle Kessler - Somebody loves me (1971) sigla della serie di telefilm K2 + 1
- Johnny Dorelli - Aggiungi Un Posto A Tavola · 1975
- Tony Santagata - Lu Maritiello / La Zita · 1975
- Toni Santagata - Uva Uva / E Mi Vien Voglia · 1975
- Toni Santagata - Poro Poro.. · 1976
- C.A. Rossi - Sempre · 1977
- Toni Santagata - Squadra Grande · 1979
- Alessandro Raffaelli - Summer Weather · 1981